# Палац Лінарес

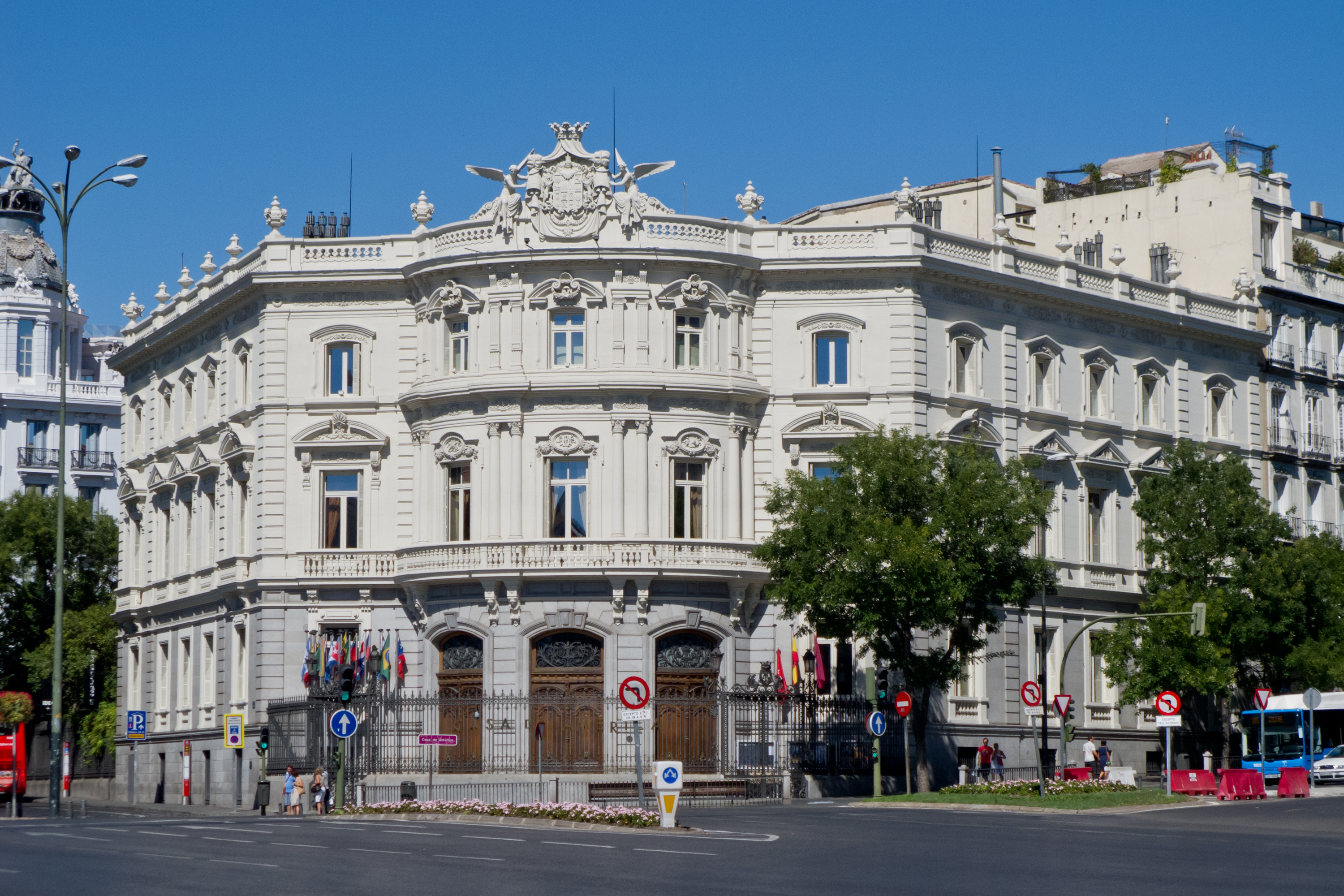
Палац Лінарес

Палац Лінарес  (ісп. Palacio de Linares) — палац в місті Мадрид, побудований в кінці XIX ст. в стилі еклектика. Відновлений та реставрований після пошкоджень в громадянську війну в Іспанії.

## Історія будівництва
У 1872 р. маркіз де Лінарес придбав у Мадриді ділянку землі з метою побудови палацу. Первісний проект створив архітектор Карлос Колубі і розпочав будівництво у 1877 р. До будівництва залучили французького архітектора Адольфа Омбре (Adolf Ombrecht). Водночас будували палац та службові приміщення, над створенням яких працювала низка архітекторів, серед яких Мануель Альварес Анібал. Палац був міським і водночас мав риси багатої садиби з парком, стайнями, парковими павільйонами. Маркіз де Лінарес перебрався в палац вже у 1884 р., хоча той не був готовий, а оздоби інтер'єрів тривали до 1900 року.
Декоративні роботи в палаці робив художник Мануель Домінгес, який залучив до робіт молодого тоді Ульпіано Чека.

## Опис палацу

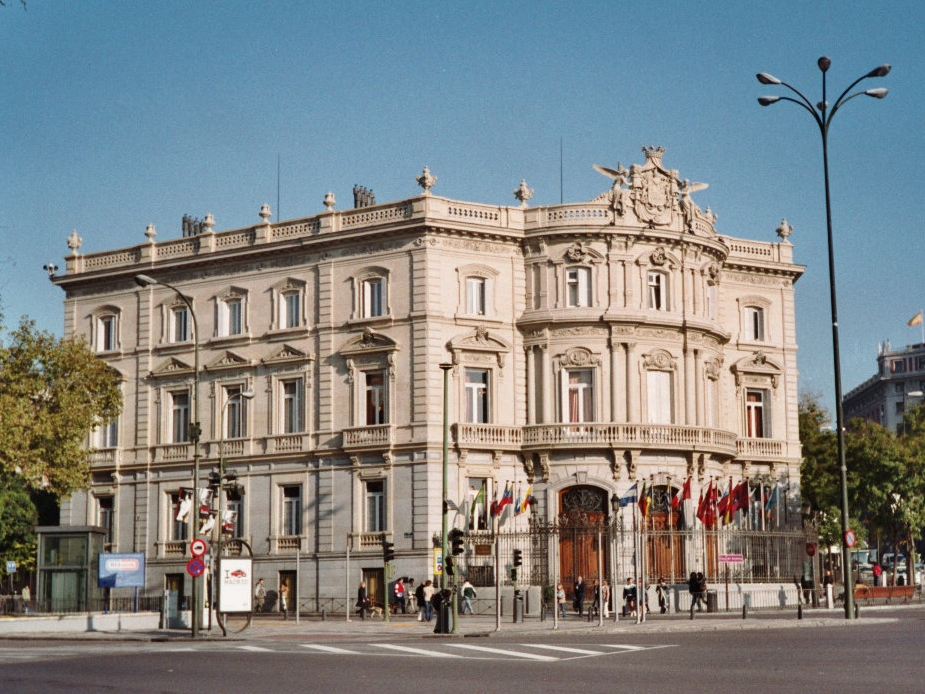

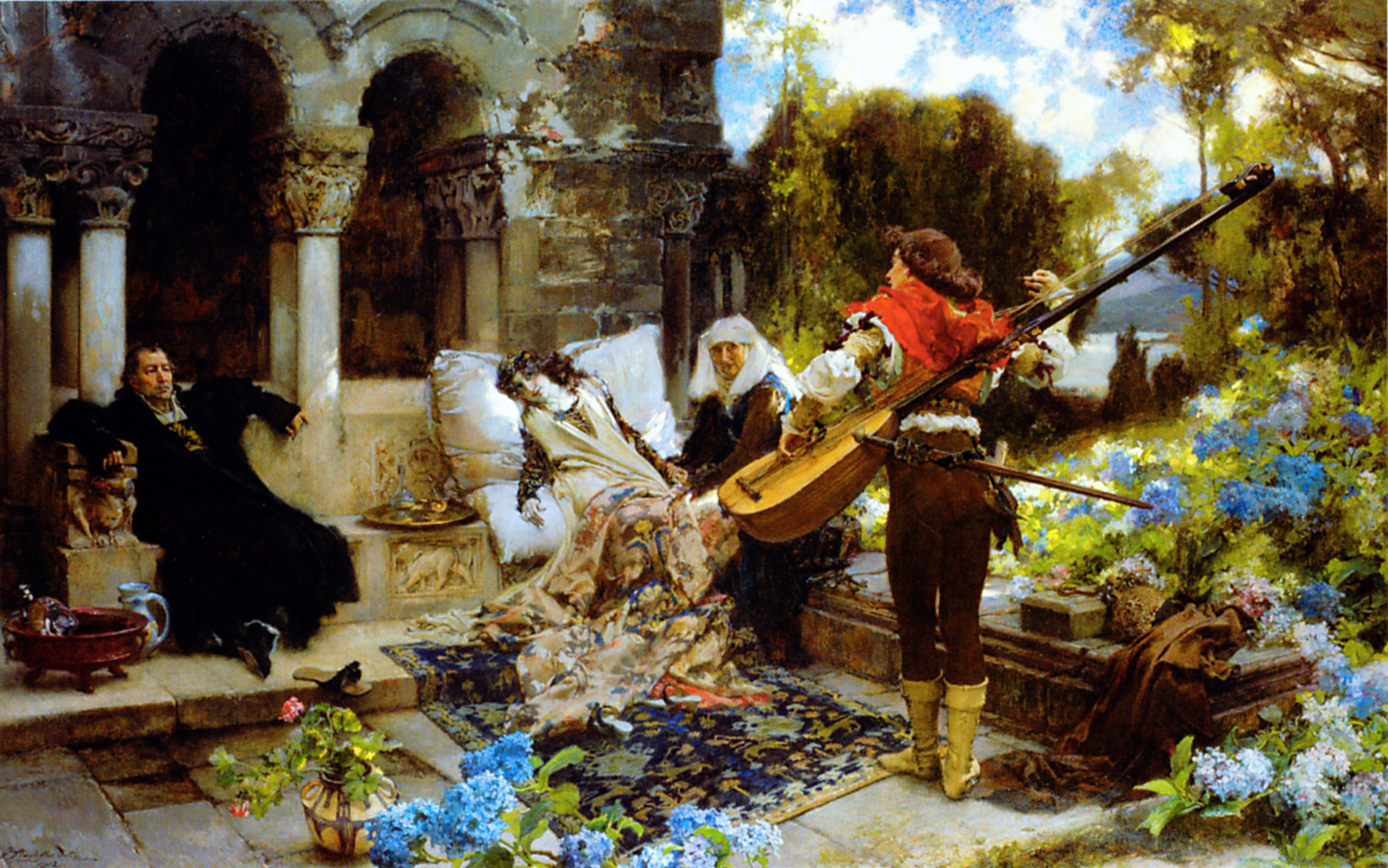
Зразок живопису Франсіско Праділья

Недовгий за розмірами палац Лінарес має чотири поверхи разом з приміщеннями цоколю. Цокольні приміщення містили кухні, комори, приміщення для обслуги. В переліку парадних зал палацу — вітальня, бібліотека, кімната для тютюнопаління, більярдна, музичний салон в стилі Луї XVI, спальня, ванна кімната, будуар маркізи в стилі Луї XVI, спальня маркізи, східна кімната. Четвертий поверх мав помпеянську галерею, кімнати для гостей, зимовий сад, їдальню, ванну кімнату та спальні і кабінети для візитерів.
Парадні інтер'єри — типовий набір історичних стилів — неорококо, необароко Франції тощо. Стелі прикрашені живописом — плафонами, підлоги — паркетами, інтер'єри мали гобелени Королівської мануфактури гобеленів, східну кімнату прикрасили шовком з Китаю, а палацові зали — вишивками та картинами. Серед митців переважали художники Іспанії — Джеронімо Санол, Мануель Домінгес, Алехандро Феррант, Франсіско Праділья та інші.

## Подальша історія
Після смерті маркіза палац успадкувала графиня Вільяпадьєрна. У роки громадянської війни палац зазнав пошкоджень і роками стояв руїною. Його планували розібрати повністю. Але у 1976 р. руїни палацу визнали історичною пам'яткою доби еклектики, що врятувало його від повної руйнації. Будівля була реставрована за проектом Карлоса Фернандеса Пуенте. Палац використовується як культурний центр «Каса де Америка» і слугує для підтримки культурних зв'язків Іспанії з країнами Латинської Америки.

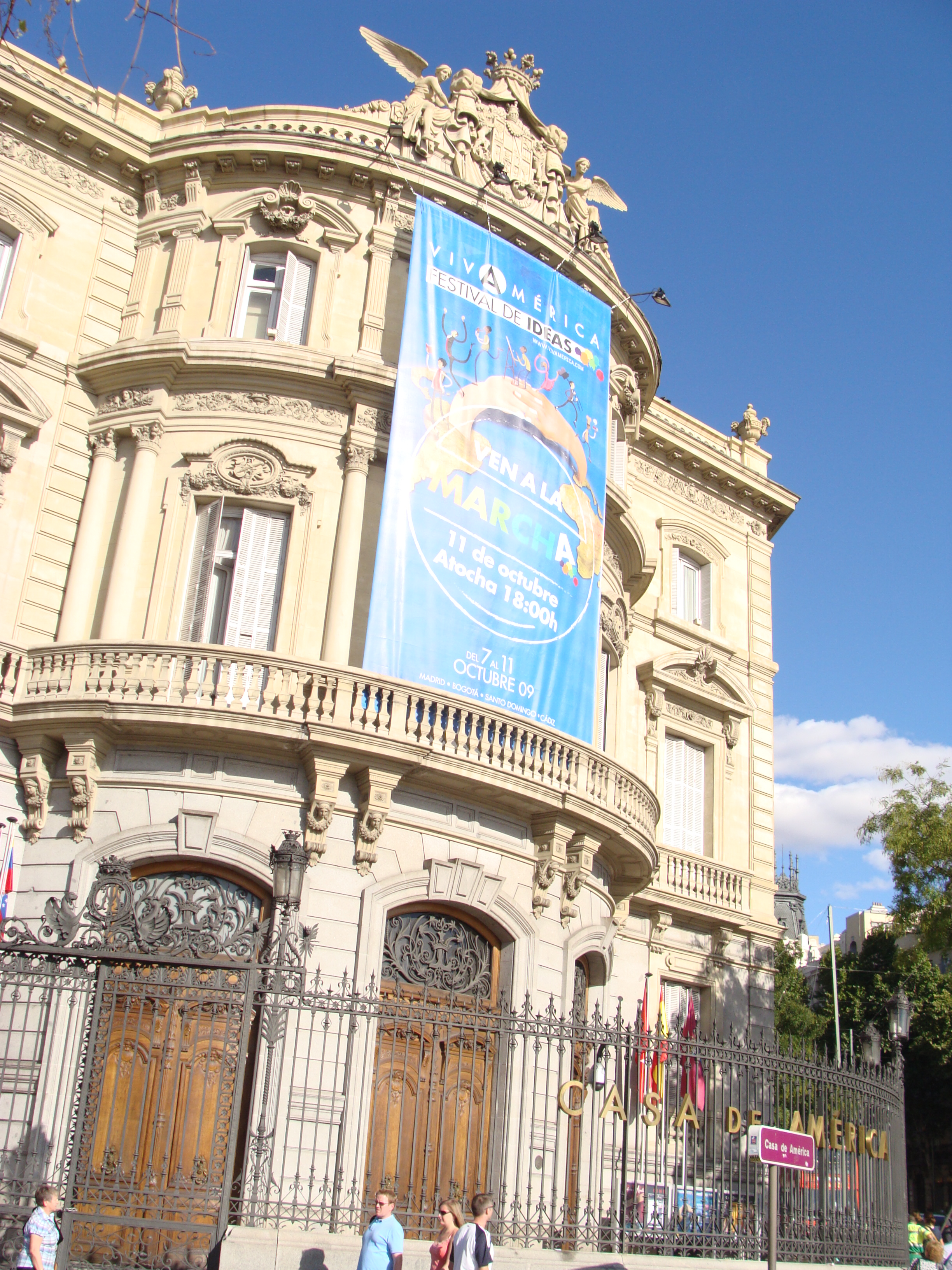
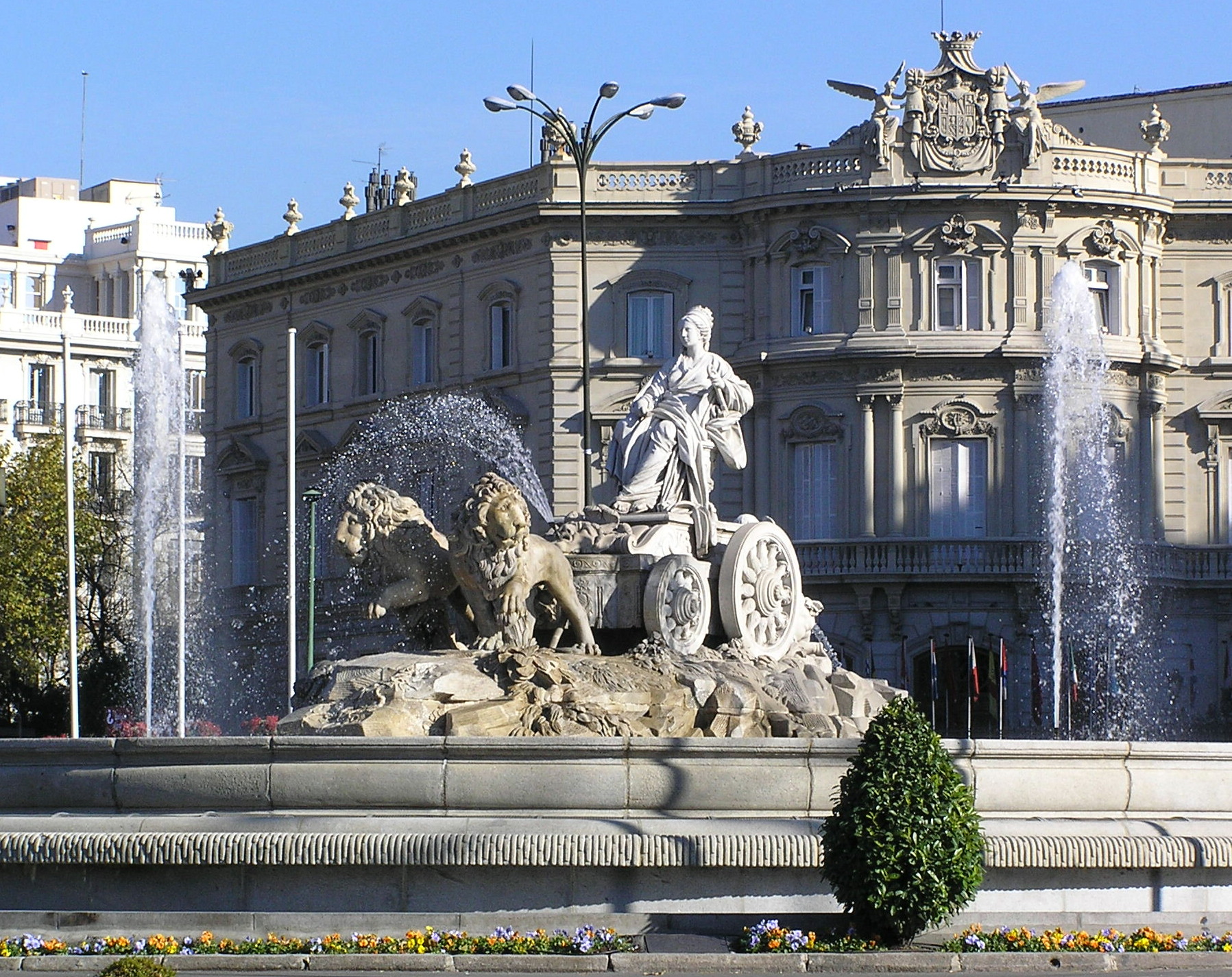
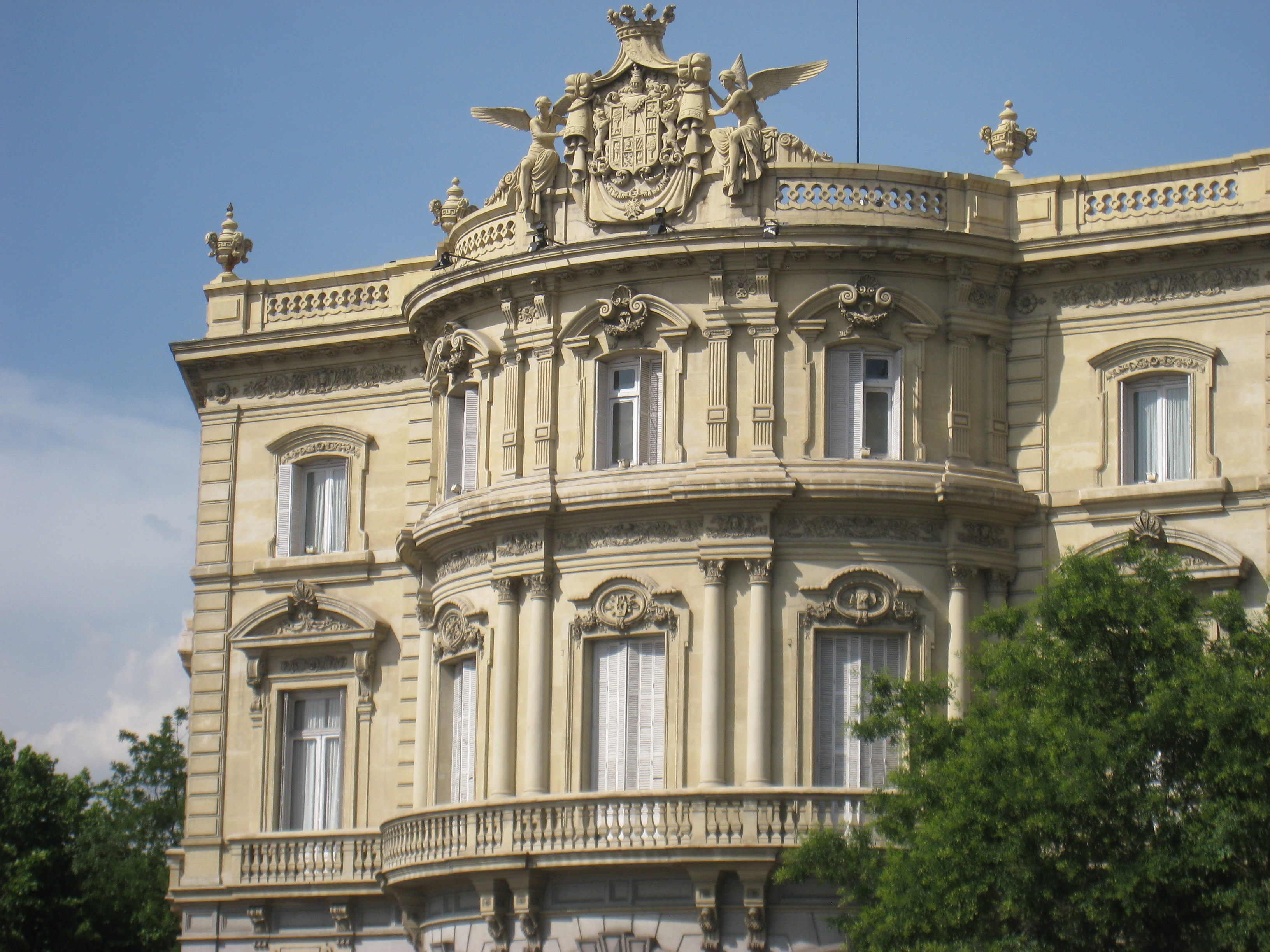